# کارپینتو دلا نورا
کارپینتو دلا نورا (به ایتالیایی: Carpineto della Nora) یک کومونه در ایتالیا است که در استان پسکارا واقع شده‌است.

## خصوصیات
کارپینتو دلا نورا ۲۳ کیلومترمربع مساحت و ۷۱۰ نفر جمعیت دارد و ۵۳۵ متر بالاتر از سطح دریا واقع شده‌است.